# ویس (باوی)
ویس، شهری در بخش ویس شهرستان باوی در استان خوزستان ایران است. این شهر، مرکز بخش ویس است.
این شهر در تاریخ ۱۱ خرداد ۱۳۷۶ با ادغام دو روستای ویس و مویلحه هواشم تشکیل گردید.

## جمعیت
بر پایه سرشماری عمومی نفوس و مسکن در سال ۱۳۹۵، جمعیت شهر ویس برابر با ۱۵٬۳۱۲ نفر (۴٬۰۶۴ خانوار) بوده است.